# Comté de Macoupin
Le comté de Macoupin, en anglais : Macoupin County, est un Comté de l'État américain de l'Illinois.

## Comtés voisins
| Comté du Morgan                   |                   | Comté de Sangamon          |
| Comté de Greene & Comté de Jersey | Comté de Macoupin | Comté de Montgomery        |
|                                   | Comté de Madison  | Comté de DeKalb (Illinois) |

## Transports
- Interstate 55
- U.S. Route 67
- Illinois Route 4 (en)
- Illinois Route 16
- Illinois Route 108
- Illinois Route 111

## Villes
- Staunton
- Brighton
- Bunker Hill
- Gillespie
- Carlinville
- Hettick
- Benld
- Mt. Olive
- Girard
- Palmyra
- Modesto
- Virden
- Sawyerville